# Nickolas Neal
Nickolas Raphael Neal (ur. 17 listopada 1988) – amerykański koszykarz występujący na pozycji rozgrywającego, od 2023 zawodnik KK Zabok.
29 maja 2020 zawarł kontrakt z HydroTruckiem Radom. 18 listopada przeszedł do Legii Warszawa. 21 listopada 2022 dołączył do portugalskiego U.D. Oliveirense Cacarola. 20 stycznia 2023 podpisał umowę z czeskim BK JIP Pardubice. 2 listopada 2023 został zawodnikiem chorwackiego KK Zabok.

## Osiągnięcia
Stan na 4 grudnia 2023, na podstawie, o ile nie zaznaczono inaczej.
NAIA
- Zaliczony do:
  - II składu konferencji (2011)
  - Galerii Sław Sportu uczelni Purdue-Northwest (2016)

Indywidualne
(* – nagrody przyznane przez portal eurobasket.com)
- MVP:
  - ligi chorwackiej (2020)[5]
  - kolejki EBL (5 - 2020/2021)[6]
- Najlepszy*:
  - zagraniczny zawodnik ligi chorwackiej (2020)[7]
  - zawodnik, występujący na pozycji obronnej ligi chorwackiej (2020)[7]
- Zaliczony do:
  - I składu:
    - ligi chorwackiej (2020)
    - zawodników zagranicznych ligi chorwackiej (2020)*[7]
    - defensywnego ligi chorwackiej (2020)*[7]
    - kolejki EBL (5, 14, 17 – 2020/2021)[8][9][10]

  - honorable mention ligi gruzińskiej (2018, 2019)*[11][12]
- Lider w przechwytach ligi chorwackiej (2020)[7]